# کلوئی بریجز
کلوئی بریجز (انگلیسی: Chloe Bridges؛ زادهٔ ۲۷ دسامبر ۱۹۹۱) یک هنرپیشه اهل ایالات متحده آمریکا است. وی از سال ۲۰۰۵ میلادی تاکنون مشغول فعالیت بوده‌است.